# Чатфилд (Минесота)
Чатфилд (енгл. Chatfield) град је у америчкој савезној држави Минесота.

## Демографија
По попису из 2010. године број становника је 2.779, што је 385 (16,1%) становника више него 2000. године.
| Група             | 2000.         | 2010.         |
| Белци             | 2.345 (98,0%) | 2.698 (97,1%) |
| Афроамериканци    | 11 (0,5%)     | 1 (0,0%)      |
| Азијати           | 6 (0,3%)      | 8 (0,3%)      |
| Хиспаноамериканци | 22 (0,9%)     | 47 (1,7%)     |
| Укупно            | 2.394         | 2.779         |